# Verwaltungsgemeinschaft Zerbster Land
In der Verwaltungsgemeinschaft Zerbster Land waren im sachsen-anhaltischen Landkreis Anhalt-Zerbst die Gemeinden Bias, Dornburg, Gehrden, Gödnitz, Güterglück, Hohenlepte, Jütrichau, Leps, Lübs, Luso, Moritz, Nutha, Prödel, Steutz und Walternienburg zusammengeschlossen. Verwaltungssitz war Zerbst, das selbst nicht zur Verwaltungsgemeinschaft gehörte. Am 1. Januar 2005 wurde sie mit den Verwaltungsgemeinschaften Loburg (ohne die Gemeinden Ladeburg und Leitzkau) und Vorfläming zur neuen Verwaltungsgemeinschaft Elbe-Ehle-Nuthe zusammengeschlossen. Gleichzeitig wurden die Gemeinden Bias und Luso in die Stadt Zerbst und die Gemeinde Dornburg in die Stadt Gommern eingegliedert. Letztere wechselte somit auch in den Landkreis Jerichower Land.